# Galeola faberi
Galeola faberi é uma grande espécie de orquídea saprófita que existe no sul da China até Anhui. Não possui clorofila nem folhas. Sua inflorescência é avermelhada, com flores pequenas externamente pubescentes. São plantas que vivem em estreita simbiose com o fungo micorriza. Durante a maior parte do ano seu complexo sistema radicular permanece adormecido, não sendo adequadas ao cultivo doméstico. Estudos moleculares recentes parecem indicar que estaria melhor classificada no gênero Cyrtosia.